# Eurocopter AS350
Eurocopter AS350 Ecureuil (fra. ecureuil; hrv. vjeverica) je jednomotorni laki helikopter kojeg je izvorno proizvodio Aérospatiale (danas dio grupacije Eurocopter). Eurocopter AS350 se na tržištu Sjeverne Amerike prodaje pod nazivom AStar. Dvomotorna inačica modela AS350 je AS355 Ecureuil 2 koji se u Sjevernoj Americi prodaje kao TwinStar. Također, Eurocopter EC130 je derivat Ecureuila te je razvijen na njegovoj konstrukciji.

## Dizajn i razvoj
Razvoj helikoptera kao zamjene za Aérospatiale Alouette II je započeo početkom 1970-ih. Prvi let AS350 obavljen je 27. lipnja 1974. Unatoč uvođenju modela EC130 na tržište, nastavila se proizvodnja AS350 u velikoj količini.
U Brazilu je na temelju licence tvrtka Helibras proizvodila jednomotorne i dvomotorne inačice. Također, Helibras je s Eurocopterom potpisao ugovor o nadogradnji flote od 36 helikoptera brazilskih oružanih snaga.
14. svibnja 2005. francuski pilot Didier Delsalle je s modelom AS350 B3 sletio na vrh Mt. Everesta. Isti model helikoptera je 29. travnja 2010. sudjelovao u spašavanju trojice alpinista s Annapurne na visini od 7.100 m što danas predstavlja najvišu visinu s koje je netko spašen.

## Inačice

### Jednomotorni modeli
- AS350: prototip.
- AS350 Firefighter: model za borbu protiv požara.
- AS350B: model pokretan Turbomeca Arriel 1B motorom.
- AS350 B1: poboljšana inačica AS350B koju pokreće Turbomeca Arriel 1D motor. U taj helikopter su se ugrađivale lopatice glavnog rotora, stražnji rotor i servo sustav koji su preuzeti s Eurocoptera AS355.
- AS350 B2: model s većom težinom kojeg pokreće motor Arriel 1D1.
- AS350 B3: inačica s visokim performansama koju pokreće Arriel 2B motor opremljen s jednokanalnom digitalnom upravljačkom jedinicom s mehaničkim backup sustavom. To je prvi helikopter koji je sletio na Mt. Everest. Poboljšana inačica AS350 B3/2B1 ima dvokanalnu digitalnu upravljačku jedinicu, dvostruku hidrauliku te max. težinu polijetanja od 2.370 kg.
- AS350 BA: pokreće ga Arriel 1B motor te je opremljen s lopaticama glavnog rotora i servo sustavom za repni rotor koji su preuzeti s AS355.
- AS350 BB: modificirana inačica AS350 B2 kako bi se zadovoljili zahtjevi helikopterske letne škole britanske vojske 1996. godine. Pokreće ga Arriel 1D1 motor kako bi se povećao helikopterov radni vijek.
  - Eurocopter Squirrel HT.1: oznaka za AS350BB kojeg koristi britanski RAF kao helikopter za obuku pilota.
  - Eurocopter Squirrel HT.2: oznaka za AS350BB kojeg koristi britanski zračni korpus kopnene vojske kao helikopter za obuku pilota.
- AS350 C: početni model za sjevernoameričko tržište (kao AStar) pokretan Lycoming LTS-101-600A2 motorom. Ubrzo ga je zamijenio AS350D.
- AS350D: model za sjevernoameričko tržište (kao AStar) pokretan Lycoming LTS-101 motorom. Na nekim dijelovima tržišta je prodavan pod nazivom AStar Mark III.
- AS350 L1: vojni derivat AS350 B1 pokretan Turbomeca Arriel 1D motorom snage 510 kW (684 KS). Zamijenio ga je AS350 L2.
- AS350 L2: vojni derivat AS350 L1 pokretan Turbomeca Arriel 1D1 motorom snage 546 kW (732 KS). Zamijenio ga je AS550 C2.
- HB350 B Esquilo: nenaoružana vojna inačica za brazilske zračne snage koju je na temelju licence proizvodila brazilska tvrtka Helibras. U Brazilu ovaj model nosi oznake CH-50 i TH-50.
- HB350 B1 Esquilo: nenaoružana vojna inačica za brazilsku ratnu mornaricu koju je na temelju licence proizvodila brazilska tvrtka Helibras. U Brazilu ovaj model nosi oznaku UH-12.
- HB350 L1: naoružana vojna inačica za brazilsku kopnenu vojsku koju je na temelju licence proizvodila brazilska tvrtka Helibras. U Brazilu ovaj model nosi oznaku HA-1.

### Derivati
- Soloy Super D: AS350 BA pokretan motorom LTS101-600A-3A.
- Soloy Super D2: AS350 B2 pokretan motorom LTS101-700D-2.
- Heli-Lynx 350FX1: AS350 BA pokretan motorom LTS101-600A-3A.
- Heli-Lynx 350FX2: AS350 BA ili AS350 B2 pokretani motorom LTS101-700D-2.
- Otech AS350BA+: AS350 BA pokretan motorom LTS101-600A-3A.[4]

## Korisnici

### Vojni korisnici
- Albanija: albanske zračne snage.
- Argentina: argentinska žandarmerija.
- Australija: australske obrambene snage.
- Bocvana: zračno krilo bocvanskih oružanih snaga.
- Bolivija: bolivijske zračne snage.
- Brazil: Brazilske zračne snage, ratna mornarica i kopnena vojska.
- Čile: čileanska vojska koristi AS350B3.
- Ekvador: ekvadorske zračne snage koriste pet AS350.
- Gabon: gabonske zračne snage.[5]
- Malavi: malavijska vojska.
- Mali: malijsko ratno zrakoplovstvo (jedan AS350 B).[6]
- Paragvaj: paragvajske zračne snage koriste četiri a mornaričko zrakoplovstvo dva Helibras HB-350/UH-50 Esquilo helikoptera.
- Senegal
- Srednjoafrička Republika: srednjoafričke zračne snage u floti imaju jedan model AS 350B koji je dostavljen 1987.
- Tunis: tuniške zračne snage koriste šest AS350 helikoptera.
- Ujedinjeno Kraljevstvo: helikopterska letna škola pri RAF Shawburyju koristi 38 helikoptera AS350BB za obuku pilota helikoptera britanskih oružanih snaga.[7] Škola vojnog zrakoplovstva u Hampshireu ima u svojoj floti deset AS350BB helikoptera za potrebe obuke pilota.[8]
- Vijetnam

### Pravni korisnici
- Angola: angolske policijske snage koriste 15 AS350B2 i B3.[9]
- Austrija: austrijska policija[10] koristi pet AS350 B1 helikoptera.
- Australija: policija savezne države New South Wales koristi modele AS350 B2 i AS355 N2.
- Bocvana: u službi bocvanske policije[11] su tri AS350B3.
- Brazil: HB350 Esquilo je u službi vojnih policija brazilskih saveznih država São Paulo, Rio de Janeiro, Minas Gerais, Espírito Santo i Goiás.
- Filipini: filipinska nacionalna policija.[12]
- Francuska: National Gendarmerie.
- Irska: An Garda Siochana. Irska policija za zadaće zračne podrške koristi dva AS350.
- JAR: zračno krilo južnoafričke policije raspolaže s 11 AS350B3.
- Kanada: Kraljevska kanadska planinska policija ima u floti osam AS350 B3 helikoptera. Ontarijska policija koristi dva AS350 B2.
- Meksiko: Mexico's City Condor Group ima jedan AS350 B3.[13][14]
- SAD: Eurocopter AS350 i njegove inačice su u službama policija Anaheima, East Bayja (Oakland), Long Beacha, Los Angelesa,[15] Memphisa, Miami-Dadea, Phoenixa, San Antonija, San Diega i Washingtona. Također, isti helikopteri se koriste u policijskim okruzima i šerifovim uredima policijskih okruga Baltimore,[16] Bernalilo, Dekalb, Broward, Citrus, Hillsborough, Lee (Florida), Oakland (Michigan), Orange County, Pinellas, Riverside, San Bernardino i Suffolk. Od ostalih korisnika ove letjelice u SAD-u to su: državna policija Massachusettsa, teksaška služba javne sigurnosti, nacionalna služba pogranične kontrole, američka agencija za suzbijanje droga, kalifornijska i ohijska ophodnja autocesta te vatrogasna i hitno-medicinska pomoć okruga Flagler.

### Civilni korisnici
- Australija: australska antarktička divizija za potrebe intra-kontinentalnih zračnih operacija na Antartici ima jedan Eurocopter AS350. Isti model koristi i Westpac Life Saver Rescue Helicopter Services. Vatrogasna i bolnička služba zapadne Australije za potrebe borbe protiv požara koristi četiri AS350 B3.[17]
- Austrija: Wucher Helicopter[18] i Heli Tirol GmbH[19] koriste po jedan AS350 B3.
- Brazil: brazilske televizijske postaje Rede Globo i TV Record koriste jedan AS350 Esquilo. Također, više od 200 helikoptera ovog modela koriste civili u Brazilu.
- Čile: čileanski korisnici su Ecocopter (AS350),[20] Helicopters.cl (AS350 B3),[21] Kipreos (AS350 BA)[22] i SumaAir (AS350 B3).[23]
- Finska: Heliflite Oy koristi Eurocopter AS350 na arktičkim dijelovima Finske.[24]
- Grenland: Air Greenland koristi dva B2 i 11 B3.[25]
- Gvatemala: mnogi civilni korisnici u Gvatemali koriste više od 20 AS350 helikoptera.
- Iran: nekoliko helikoptera se koristi za geološka i naftna istraživanja.[26]
- Island: Northflight koristi jedan AS350 B2.
- Italija: helikopterska služba vatrogasne postrojbe autonomne provincije Trento[27] koristi dva AS350 B3 za potrebe planinskog spašavanja, borbe protiv požara, transportne usluge i druge aktivnosti civilne zaštite.
- JAR: Netcare 911 (modeli AS350B2 i B3), N.A.C Helicopters (AS350B) i južnoafrički Crveni križ (četiri AS350B2).
- Kanada: u službi kanadskih TV mreža TVA i CIII-TV. AS350 koriste još Blackcomb Aviation,[28] Canadian Helicopters, Geotech Ltd.[29] i Sander Geophysics.[30]
- Laos: tvrtka Lao West Coast Helicopters posjeduje dva AS350 koji se primarno koriste za VIP transport te za potrebe zaposlenika američke Vlade u Laosu.
- Mađarska: tri AS350 B su u službi mađarske zračne ambulante a svi helikopteri su u potpunosti remontirani između 2005. i 2007.[31]

- Monako: šest AS350 je u službi Heli Air Monaco.
- Novi Zeland: Northland Emergency Services Trust, Volcanic Air Safaris (jedan AS350B) i Aoraki/Mount Cook Ski Planes (po jedan AS350 B3 i AS350 B2). Na temelju izvješća iz novozelandskog registra zrakoplovstva (kolovoz 2009.) u zemlji se za civilne potrebe koristi 118 AS350/AS355 helikoptera.[32]
- Portugal: Helibravo (AS350 B2 i B3), EMA (AS350 B3) i HeliPortugal (devet AS350 B2 i B3).
- SAD: Care Flight, Flight for Life, Air Maui,[33] Safari Helicopters,[34] Jack Harter Helicopters,[35] EagleMed, Heli USA Airways Inc.,[36] Huntsville Hospital Medflight, Coastal Helicopters Inc. te portorikanska služba za opskrbu električnom energijom,
- Švedska: HeliAir Sweden AB (jedan AS350 B1), Jamtlands Flyg (jedan AS350 B2),[37] Osterman Helicopter (po jedan AS350 B1 i AS350 B3 te tri AS350 B2) i Fiskflyg AB (jedan AS350 B3).

### Bivši korisnici
- Australija: Kraljevske australske zračne snage i australska vojna avijacija.
- Island: islandska obalna straža.
- Singapur: singapurske oružane snage su povukle sve helikoptere iz uporabe.

## Zračne nesreće i incidenti
- 13. kolovoza 2006.

AS350 se srušio u američkoj nacionalnoj šumi Payette kada je prevozio vatrogasce iz Williams Peaka. Svi u helikopteru su poginuli prilikom pada.
- 27. srpnja 2007.

U Phoenixu su se sudarila dva AS350 helikoptera televizijskih postaja KNXV-TV i KTVK koji su uživo pratili i snimali policijsku potjeru. U tom incidentu su poginula četiri člana posade.
- 15. rujna 2007.

Bivši prvak WRC-a, Colin McRae i tri putnika su poginuli kada se AS350 B2 Squirrel kojim je upravljao relijaš srušio pokraj škotskog Lanarka.
- 16. studenog 2007.

U Angoli se zbog nevremena srušio AS350-B2 pri čemu je poginulo pet putnika.
- 8. kolovoza 2009.

Iznad američke rijeke Hudson sudarili su se helikopteri Piper PA-32R i AS350 te nitko nije preživio sudar.
- 25. rujna 2009.

Helikopter AS350 tvrtke Omniflight Helicopters koji služi za hitni medicinski transport srušio se u Južnoj Karolini uzrokujući smrt pilota i liječničkog osoblja.
- 17. listopada 2009.

AS350B2 vojne policije brazilske savezne države Rio de Janeiro (registracija PR-EPM) je letio na područje São Joãoa kao podrška policijskoj operaciji protiv dilera drogom. Na helikopter je pucano vatrenim oružjem a pilot je pogođen u nogu te je pokušao sletjeti ali se helikopter srušio i zapalio. Prema različitim izvješćima, troje ljudi u helikopteru je poginulo dok su preostala trojica ozlijeđena.
- 14. studenog 2009.

Helikopter zračne ambulante srušio se izvan Rena u Nevadi kada se vraćao u bazu u Susanvilleu. Nesreća se dogodila nakon što je pacijent prevezen u bolnicu u Renu a poginulo je svih troje ljudi u helikopteru.
- 5. veljače 2010.

AS350 Southwest Medevaca srušio se tijekom treninga na vojnom području MacGregor. Poginuli su pilot i dva člana medicinske pomoći.
- 10. veljače 2010.

Helikopter brazilske televizijske postaje RECORD TV srušio se u São Paulu. Od dvojice ljudi u letjelici, pilot je poginuo a preživio je kamerman.
- 25. ožujka 2010.

U Jacksonu (Tennessee) srušio se helikopter zračne ambulante nakon što je pacijenta iz Parsonsa prevozio u bolnicu. Svih troje ljudi u helikopteru je poginulo.
- 22. srpnja 2010.

Srušio se AS350 EagleMeda namijenjen hitnom medicinskom transportu kada je letio iz Kingfishera (Oklahoma) kako bi pokupio pacijenta Okeeneu. Poginuli su pilot i dvije medicinske sestre.
- 28. srpnja 2010.

U rezidentnom dijelu središta Tucsona srušio se AS350 Air Methodsa pri čemu je poginulo svih troje ljudi u helikopteru ali na mjestu pada nije stradao nitko od slučajnih prolaznika. Razlog pada je još pod istragom.
- 28. listopada 2010.

Francuski AS350 se srušio oko 100 km od francuske istraživačke stanice na Antarktici, odnosno baze Dumont d'Urville. Razlog pada bilo je loše vrijeme a poginulo je svih četvero ljudi u helikopteru.
- 24. siječnja 2011.

AS350 B2 brazilske televizijske postaje Rede Globo je hitno sletio nakon što su dileri drogom pucali po rotoru helikoptera.
- 30. travnja 2011.

U indijskom Pawan Hansu se srušio AS350 B-3 pri čemu su svi u helikopteru poginuli.
- 17. lipnja 2011.

Privatni AS350 Esquilo se srušio na plaži grada Porto Seguro. Četvero ljudi je poginulo a troje se smatra nestalima.
- 4. srpnja 2011.

Kod Hardangervidde se srušio norveški helikopter AS350 B3 te su prilikom pada poginuli pilot i sva četvorica putnika.

## Tehničke karakteristike (Eurocopter AS350 B3)
Izvori podataka: Brassey's World Aircraft & Systems Directory 1999/2000
Osnovne karakteristike
- posada: 1
- kapacitet: 6 punika
- dužina: 10,93 m
- promjer rotora: 10,69 m
- visina: 3,14 m

Letne karakteristike
- najveća brzina: 287 km/h (nikad testirana brzina)
- ekonomska brzina: 245 km/h
- dolet: 662 km
- brzina penjanja: 8,5 m/sek. (oko 1.675 stopa/min.)
- najveća visina leta: 4.600 m
- motor: 1× Turbomeca Arriel 2B motor

## Vidjeti također
Povezani helikopteri
- Eurocopter AS355
- Eurocopter Fennec
- Eurocopter EC130
- Changhe Z-11

Usporedivi helikopteri
- HAL Dhruv
- MD Helicopters MD 500
- Bell 407
- PZL SW-4

## Vanjske poveznice
- Web stranica o modelu AS350 B2
- Web stranica o modelu AS350 B3